# O kalyteros mou filos
O kalyteros mou filos (lett. "Il mio migliore amico") è un film del 2001 diretto da Yorgos Lanthimos e Lakīs Lazopoulos.